# (5462) 1984 SX5
(5462) 1984 SX5 là một tiểu hành tinh vành đai chính. Nó được phát hiện bởi Henri Debehogne ở Đài thiên văn La Silla ở Chile ngày 21 tháng 9 năm 1984.